# Colby O
Colby O è il primo album del cantante statunitense Colby O'Donis, pubblicato nel 2008.

## Tracce
1. What You Got Colby O'Donis, Akon - 4:03
2. Sophisticated Bad Girl Colby O'Donis - 4:03
3. She Wanna Go Colby O'Donis - 3:39
4. Let You Go Colby O'Donis - 3:35
5. Don't Turn Back Colby O'Donis - 4:07
6. Under My nose Colby O'Donis - 3:44
7. Take You Away Colby O'Donis, Lil' Romeo - 3:34
8. Natural High Colby O'Donis, T-Pain - 3:19
9. Saved You Money Colby O'Donis - 3:03
10. Thinking About 'Ya Colby O'Donis - 3:49
11. Tell Me This Colby O'Donis - 3:53
12. Game For You Colby O'Donis - 3:24
13. Follow You Colby O'Donis - 3:34
14. The Difference Colby O'Donis - 4:07
15. Hustle Man Colby O'Donis - 3:07